# Informació asimètrica

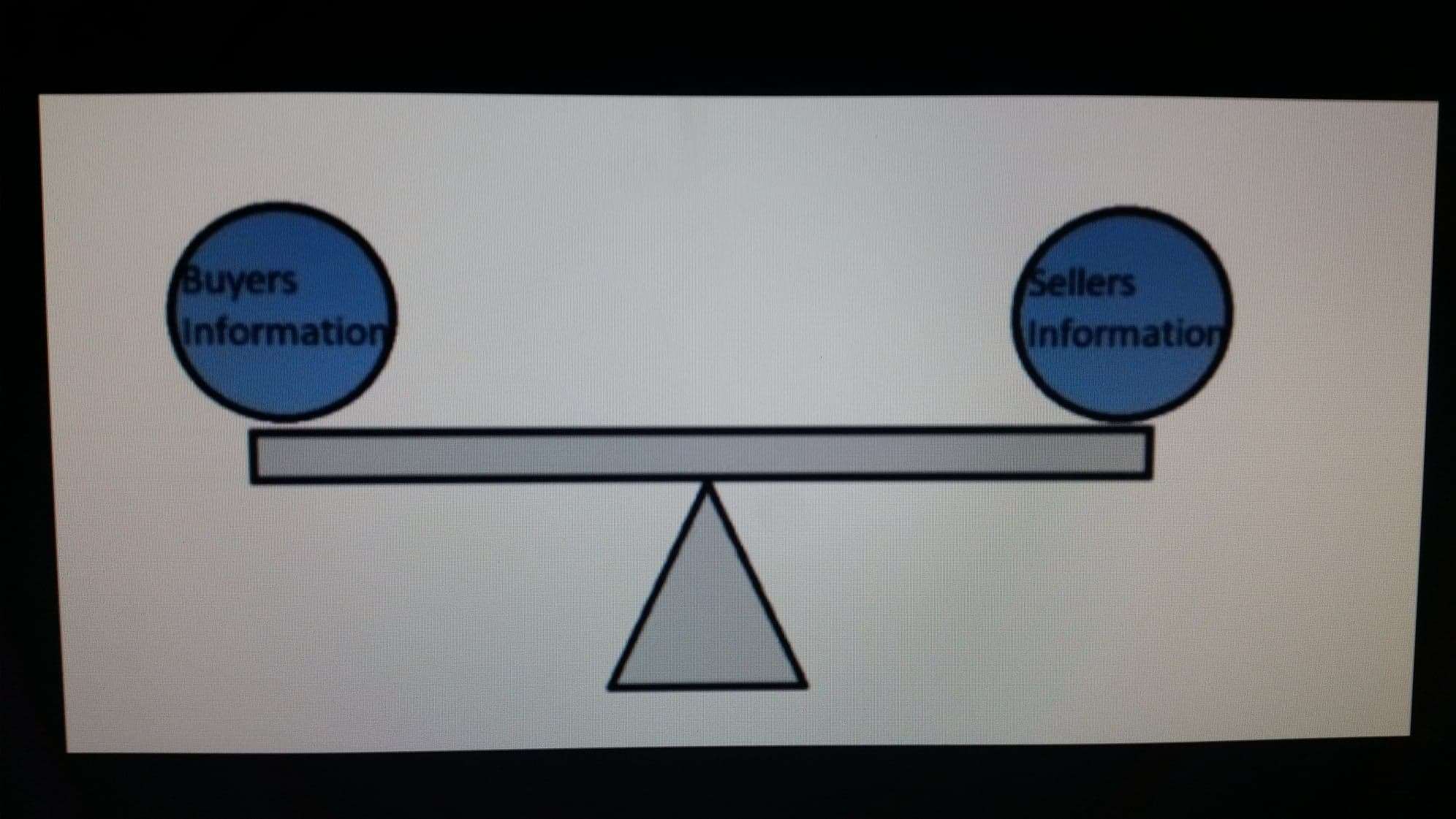
Equilibri de poder amb informació perfecta.

La informació asimètrica és, en economia i concretament en la teoria de la contractació, la situació en la qual els agents que intervenen en una transacció no disposen de la mateixa informació, en qualitat o en quantitat. Això provoca un desequilibri en el poder que té cada un dels agents i pot provocar que la transacció esdevingui injusta, una forma de fallada de mercat. Un exemple d'informació asimètrica es pot donar quan en la compra d'un cotxe de segona mà, el venedor té informació sobre l'estat real del vehicle que no transmet al comprador.
Conseqüències d'aquesta situació es donen en la selecció adversa i en el risc moral.